# Viska (fonetik)

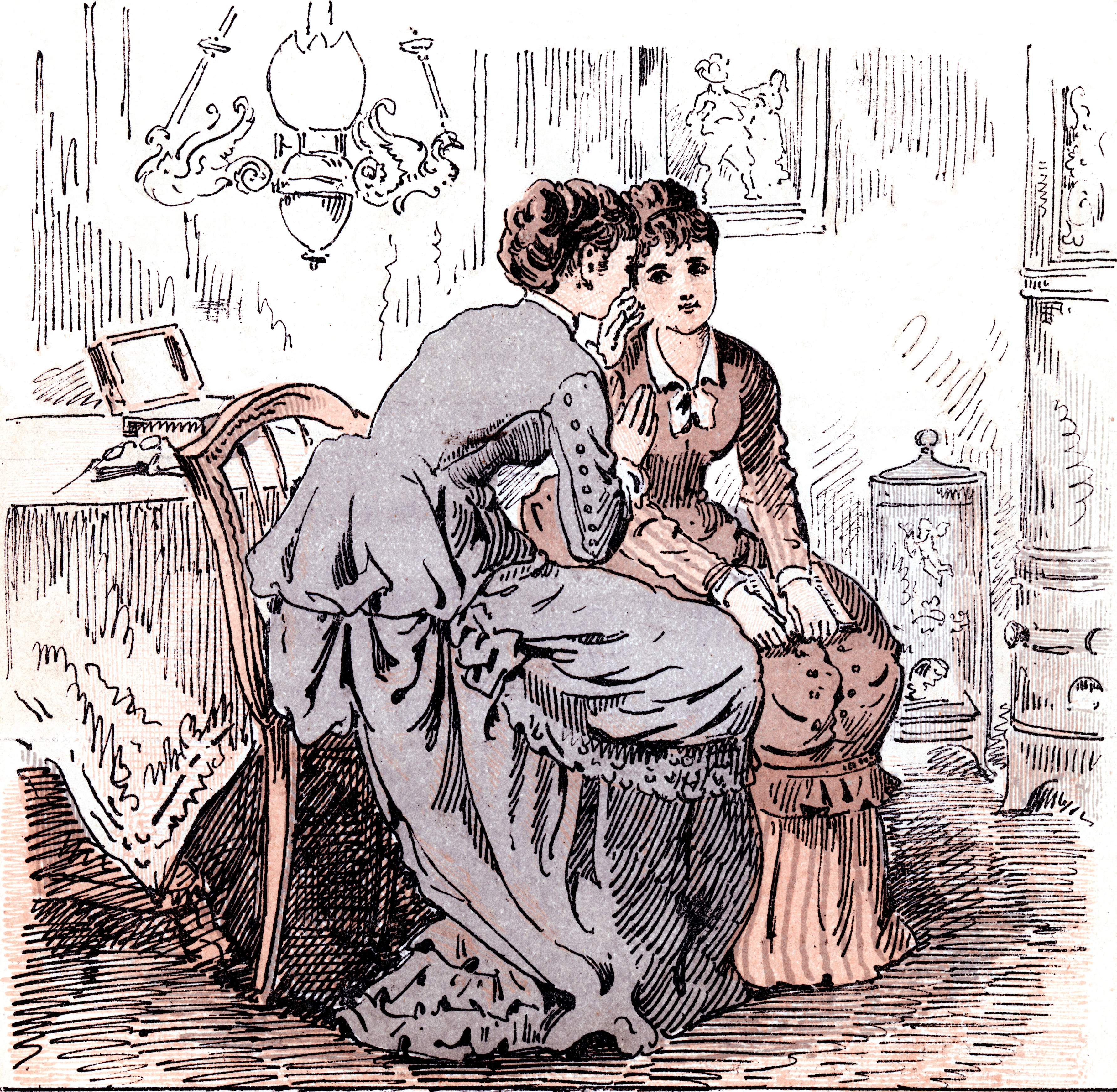
Viskning

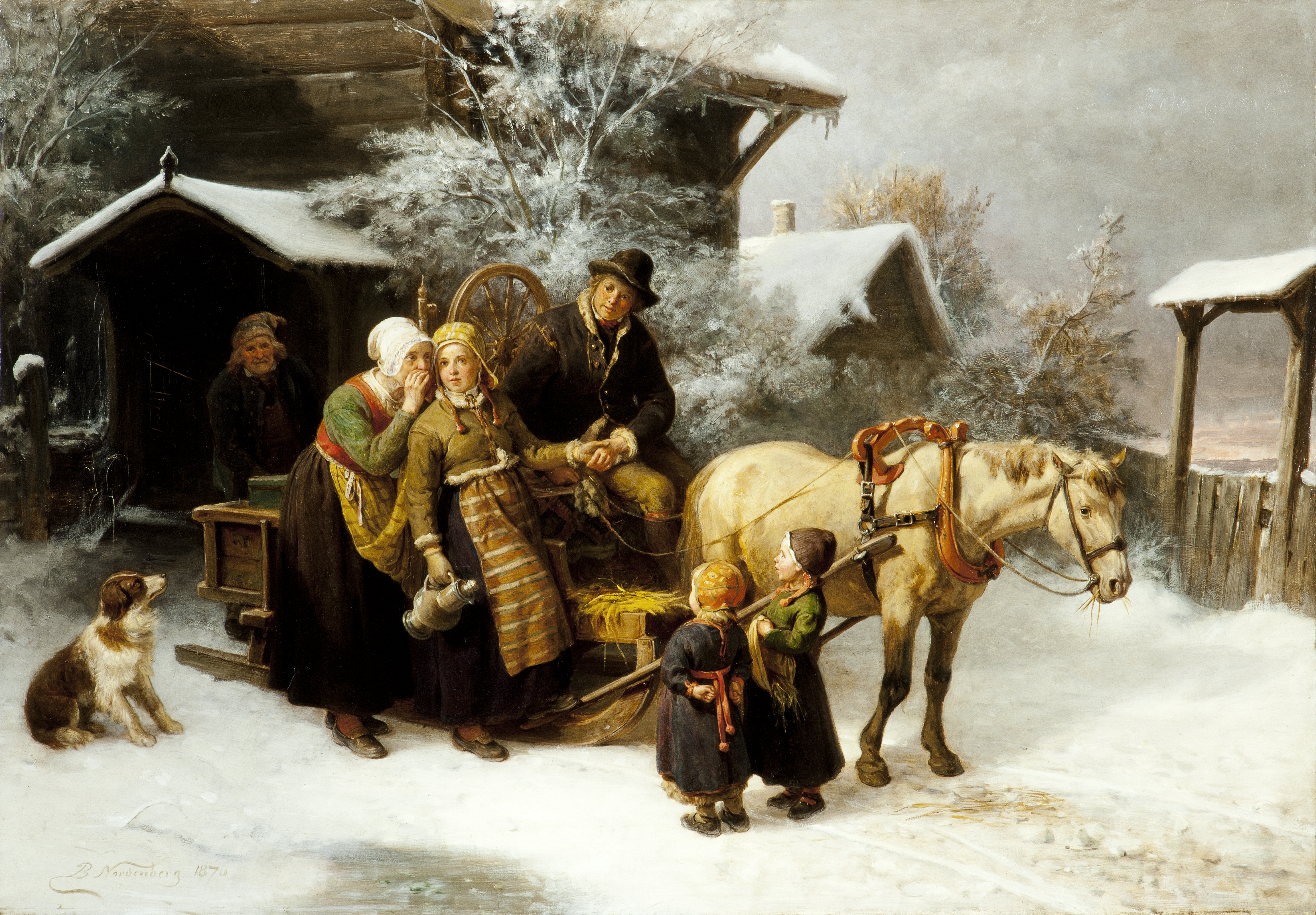
Avsked från föräldrahemmet av Bengt Nordenberg, Hallwylska museet.

Att viska innebär att tala tyst och väsande så att bara den/de man talar till ska höra.
Ordet viska fanns redan i fornsvenskan och är sannolikt från början ljudhärmande.

## Viskstämmans ljudkälla
När man viskar ställs stämbanden på ett sådant sätt att ett friktionsljud, ett brus, uppstår istället för stämbandsvibrationen, den s.k. fonationen. Detta innebär:
- Att rösten inte får någon specifik grundton.
- Att röstspringan är öppen istället för stängd som vid normal fonation. Istället för att ansatsröret akustiskt sett är ett rör med en öppen och en stängd ände blir det ett rör med två öppna ändar, vilket påverkar resonanserna i ansatsröret.
- Att talets ljudkälla inte har harmoniska deltoner utan utgörs av slumpmässiga ljudfrekvenser.

## Konsekvenser för talets akustiska egenskaper
Ovan nämnda punkter påverkar den akustiska signalen:
- Man kan inte lika tydligt variera talets grundtonhöjd, vilket påverkar delar av prosodin: Till exempel satsmelodi och åtskiljandet av grav och akut accent (som i ànden och ánden).
- Det går inte att skilja mellan tonande och tonlösa konsonanter genom att lyssna efter stämbandston. Istället får man förlita sig till energiflöde och närvaro/frånvaro av aspiration för att kunna skilja på till exempel k och g.
- Vokalernas formanter ser annorlunda ut. Vid viskstämma bildas antiformanter som inte förekommer vid normal fonation.
- Att talet saknar klang, eftersom klang är beroende av den akustiska energins fördelning över deltoner.

## Teaterviskning
Teaterviskning produceras inte med ovan nämnda viskstämma, utan stämbanden sätts i svängning på ett för rösten mycket ansträngande sätt.

## Vid förkylning och röstproblem
När man inte kan prata på grund av till exempel en förkylning avråder läkare och logopeder en från att viska. Detta gör man eftersom den friktion som skapas mellan stämbanden sliter på stämbandsslemhinnan och kan orsaka ytterligare problem med rösten. Det bästa för rösten är i detta fall total röstvila.